# Paris Grand Slam 2018
Il Paris Gran Slam 2018 è stato la 3ª edizione dell'annuale meeting di judo e si è tenuto a Parigi, in Francia, dal 10 all'11 febbraio 2018. Il meeting è stato la seconda tappa del circuito IJF World Tour 2018.

## Risultati
Di seguito i primi tre classificati di ogni specialità.

### Uomini
| Specialità | 1º classificato | 2º classificato        | 3º classificato                      |
| -60kg      | Toru Shishime   | Sharafuddin Lutfillaev | Ashley McKenzie Cedric Revol         |
| -66kg      | An Ba-ul        | Joshiro Maruyama       | Norihito Isoda Sebastian Seidl       |
| -73kg      | Akil Gjakova    | Lasha Shavdatuashvili  | An Chang-rim Tsogtbaatar Tsend-Ochir |
| -81kg      | Sotaro Fujiwara | Lee Seung-Su           | Frank De Wit Nugzari Tatalashvili    |
| -90kg      | Shoichiro Mukai | Beka Ghviniashvili     | Eduard Trippel Axel Clerget          |
| -100kg     | Michael Korrel  | Cho Guham              | Cyrille Maret Varlam Lip'art'eliani  |
| +100kg     | Kokoro Kageura  | Kim Seong-Min          | Lukáš Krpálek Aljaksandr Vachavjak   |

### Donne
| Specialità | 1º classificato     | 2º classificato  | 3º classificato                     |
| -48kg      | Dar"ja Bilodid      | Yujeong Kang     | Urantsetseg Munkhbat Maryna Černjak |
| -52kg      | Uta Abe             | Amandine Buchard | Astride Gneto Distria Krasniqi      |
| -57kg      | Christa Deguchi     | Tsukasa Yoshida  | Nekoda Smythe-Davis Jisu Kim        |
| -63kg      | Clarisse Agbegnenou | TinaMiku Tashiro | Tina Trstenjak Martyna Trajdos      |
| -70kg      | Sally Conway        | Chizuru Arai     | Kim Polling Marie Eve Gahié         |
| -78kg      | Audrey Tcheuméo     | Guusje Steenhuis | Madeleine Malonga Shori Hamada      |
| +78kg      | Kim Min-jeong       | Yan Wang         | Iryna Kindzers'ka Akira Sone        |